# Павлов, Виталий Егорович
Вита́лий Его́рович Па́влов (21 октября 1944 — 2 июля 2016) — советский и российский военачальник. Генерал-полковник (1993) Герой Советского Союза (1983). Командующий армейской авиацией Сухопутных войск (1989—2002). Заслуженный специалист Вооружённых Сил СССР (1989).

## Биография
Родился в деревне Белоголовичи Трубчевского района Брянской области. В 8 лет остался сиротой, воспитывался в школе-интернате. После её окончания уехал к старшему брату в город Чапаевск Куйбышевской области. Там окончил 10 классов в школе рабочей молодёжи № 3, одновременно с учёбой работал столяром на заводе ЖБИ.
Окончил Сызранское ВАУЛ, где учился в 1962—1965 годах. Как один из лучших выпускников был оставлен лётчиком-инструктором в в/ч 93836 (г. Пугачёв). Позже окончил Военно-воздушную академию им. Ю. А. Гагарина (1976).
Член КПСС с 1965 года.
С июля 1981 по декабрь 1982 года участвовал в Афганской войне, где командовал 50-м отдельным смешанным авиационным полком. Лично участвовал во многих опасных операциях, показывая образец мужества, храбрости, умения полностью использовать боевые возможности авиационной техники и вооружения. Совершил в Афганистане 307 боевых вылетов, налетав 567 часов.
С ноября 1982 по  июнь 1984 — командующий авиацией 1-й гвардейской танковой Краснознамённой армии.  3 марта 1983 года полковнику Павлову Виталию Егоровичу присвоено звание Героя Советского Союза.
Окончил Военную академию Генерального штаба Вооружённых Сил СССР имени К. Е. Ворошилова (1986).
Был назначен заместителем командующего ВВС Приволжского военного округа. С 1987 года — командующий ВВС ПриВО. С июля 1990 годах — начальник Управления армейской авиации (затем должность переименована в «командующий армейской авиацией») Сухопутных войск. Генерал-лейтенант авиации (15.10.1990). Участвовал в боевых действиях первой чеченской войны и второй чеченской войны, где выполнил ещё 156 боевых вылетов, будучи уже в генеральском звании. Генерал-полковник (19.04.1993).
Выполнял задачи миротворческих миссий по линии ООН в Анголе, Камбодже, Сьерра-Леоне и других «горячих точках». В общей сложности выполнил свыше 700 боевых вылетов за период службы.
Освобожден от должности в связи с произошедшей в августе 2002 года катастрофой военно-транспортного вертолёта Ми-26 в Чечне, повлёкшей гибель более 120 военнослужащих.

«Начальник Генштаба Квашнин и командующий сухопутными войсками Кормильцев не захотели меня видеть на руководящей должности. Видимо, свои соображения они доложили министру Иванову. Тот, ещё не разобравшись с причиной падения вертолёта „Ми-26“ под Ханкалой, отстранил меня от должности», — объяснял Виталий Павлов причины своей добровольной отставки в ноябре 2002 года.

Работал заместителем директора вертолётостроительного завода «Роствертол». Жил в Москве.
Умер 2 июля 2016 года в Москве после тяжёлой болезни. Похоронен 6 июля 2016 г. на Троекуровском кладбище .

### Семья
Был женат. Двое детей.

## Награды
- Указом Президиума ВС СССР от 3 марта 1983 года полковнику Павлову Виталию Егоровичу за успешное выполнение задания по оказанию интернациональной помощи ДРА, проявленные при этом мужество и героизм присвоено звание Героя Советского Союза.
- Награждён орденами Ленина, Красной Звезды, «За службу Родине в Вооружённых Силах СССР» 3-й степени, "За военные заслуги (Россия)" и многими медалями, в том числе иностранными орденами и медалями; именным оружием — за плодотворные операции в Чечне.
- Заслуженный специалист Вооружённых Сил СССР (18.08.1989).
- Лётчик-снайпер.
- Почётный гражданин городов Сызрань и Трубчевск.
- Почётный солдат войсковой части 15566 (Сызранское ВВАУЛ).

## Память
- Памятник - бюст Героя Советского Союза, генерал-полковника авиации  В. Е. Павлова установлен 12.10.2013 в г. Трубчевске в Брянской области России.  Новости Правительства Брянской области 14.10.2013 г.
- Памятник В. Е. Павлову установлен в филиале ВУНЦ ВВС «Военно-воздушная академия» в Сызрани (бывшее Сызранское ВАУЛ) в октябре 2017 года.
- Памятник - бюст Героя Советского Союза, генерал-полковника авиации В. Е. Павлова установлен 17.08.2024 года в городе Сызрань Самарской области.
- О генерал-полковнике В. Е. Павлове снят документальный фильм[9].
- Именем Героя назван вертолёт Ми-26 отдельной бригады армейской авиации Центрального военного округа (2021)[10]
- Памятник на могиле Павлова В.Е., Троекуровское кладбище, уч. 26.